# Психологічне консультування
Психологічне консультування — сфера практичної професійної діяльності психолога, пов'язана з наданням допомоги потребуючим її людям у вигляді порад, рекомендацій щодо вирішення життєвих психологічних проблем. Такі рекомендації клієнт отримує на основі особистого спілкування з ним психолога-консультанта як підсумок аналізу проблеми, вивчення того, як вона виникла в житті клієнта.
В психологічному консультуванні психолог працює з людьми, які відчувають труднощі в повсякденному житті. Спектр проблем справді широкий: труднощі на роботі (незадоволеність роботою, конфлікти з колегами і керівниками, можливість звільнення), невлаштованість особистого життя і негаразди в сім'ї, погана успішність у школі, брак впевненості в собі та самоповаги, болісні вагання в прийнятті рішень, труднощі у встановленні міжособистісних відносин тощо.
Психологічне консультування прийнято розглядати як одну з трьох можливих спеціалізацій психолога-практика, поруч із діагностикою та корекцією.
З точки зору економіки, психологічне консультування — елемент ринку послуг, діяльність в якій спеціаліст прикладає свої знання, навички та сили для досягнення певного результату. У своїй діяльності він послуговується вербальними засобами та специфічними техніками. Результатом послуги психологічного консультування має бути поновлення здатності клієнта до самодопомоги, вирішення власних життєвих труднощів.

## Діагностика, корекція і терапія
Проте слід відрізняти психологічне консультування від психологічної діагностики, корекції і терапії.
Так, психологічна діагностика передбачає всебічний аналіз особистості з метою виявлення та подолання недоліків у розвитку, підвищення рівня навчальної або професійної діяльності, забезпечення гармонійного піднесення здібностей та моральних якостей.
Психологічна корекція - здійснення психологічних заходів для усунення відхилень в психофізичному й індивідуальному розвитку, поведінці.
Психологічна терапія - вплив за допомогою різноманітних засобів на особистість клієнта з метою відновлення чи реконструкції психічної реальності, що передбачає вплив на поведінку та емоції.

## Основні положення консультування
1. Консультування допомагає людині вибирати і діяти на власний розсуд.
2. Консультування допомагає навчатися новій формі поведінки.
3. Консультування сприяє розвитку особистості.
4. В процесі консультування акцентується відповідальність клієнта, тобто визнається, що незалежна, відповідальна особистість здатна у відповідних обставинах приймати самостійні рішення, а консультант створює умови, які заохочують вольову поведінку клієнта.
5. Серцевиною консультування є "консультативна взаємодія" між клієнтом і консультантом, заснована на філософії клієнт-центрованої терапії.[1]